# Critérium des Jeunes
Groupe I
Le Critérium des jeunes, nommée également Prix Comte Pierre de Montesson depuis 2016, est une course hippique de trot attelé se déroulant au mois de février sur l'hippodrome de Vincennes.
C'est une course de Groupe I réservée aux chevaux de 3 ans, (hongres exclus), ayant gagné au moins 7 000 €.
L'épreuve est créée en décembre 1949 sous le nom de Critérium des 2 ans. Déplacée en février de l'année des 3 ans en 1955, elle prend alors son nom actuel. Elle se court depuis 1995 sur la distance de 2 700 mètres (grande piste), départ volté. Elle est la première course de Groupe I proposée dans la carrière d'un trotteur sur cet hippodrome.
La distance était auparavant de 2 250 mètres. L'allocation s'élève à 200 000 €, dont 90 000 € pour le vainqueur.

## Palmarès depuis 1966
| Année | Vainqueur          | S   | Père               | Driver                           | Entraîneur              | Propriétaire                  | Deuxième           | Troisième          | Distance | Réd.km  |
| ----- | ------------------ | --- | ------------------ | -------------------------------- | ----------------------- | ----------------------------- | ------------------ | ------------------ | -------- | ------- |
| 2025  | Maitre Jacques     | M   | Rolling d'Héripré  | Alexandre Abrivard               | Laurent-Claude Abrivard | Jacques Cottel                | Mille Étoiles      | Mack de Blary      | 2 700 m  | 1'14"1  |
| 2024  | La Joyeuse Wicz    | F   | Fabulous Wood      | Gwenn Junod                      | Louis Baudron           | Louis Baudron                 | Lovino Bello       | Luciano Menuet     | 2 700 m  | 1'13"9  |
| 2023  | Koctel du Dain     | M   | Boccador de Simm   | David Thomain                    | Philippe Allaire        | Philippe Allaire              | Kaméhaméha         | Kanada             | 2 700 m  | 1'12"9  |
| 2022  | Just A Gigolo      | M   | Boccador de Simm   | Franck Nivard                    | Philippe Allaire        | Philippe Allaire              | Jazzy Perrine      | Joke               | 2 700 m  | 1'14"5  |
| 2021  | In The Money       | M   | Cristal Money      | Th.Duvaldestin                   | Th.Duvaldestin          | Écurie Thierry Duvaldestin    | Italiano Vero      | Invincible Cash    | 2 700 m  | 1'13"4  |
| 2020  | Havana d'Aurcy     | F   | Royal Dream        | J.-M. Bazire                     | J.-M. Bazire            | Cyril Lelarge                 | Hooker Berry       | Heartbreaker One   | 2 700 m  | 1'14"9  |
| 2019  | Green Grass        | F   | Bold Eagle         | G.Gelormini                      | Sébastien Guarato       | Sébastien Dewulf              | Golden Bridge      | Girls Talk         | 2 700 m  | 1'14"3  |
| 2018  | Folelli            | F   | Timoko             | A. Abrivard                      | Frédéric Prat           | Frédéric Prat                 | Fend la Bise       | Fabriz du Gîte     | 2 700 m  | 1'14"5  |
| 2017  | Écu Pierji         | M   | Tucson             | Mathieu Mottier                  | Sébastien Guarato       | Philippe Dewulf               | Eros du Chêne      | Estella Love       | 2 700 m  | 1'14"5  |
| 2016  | Django Riff        | M   | Ready Cash         | Y. Lebourgeois                   | Philippe Allaire        | Elisabeth Allaire             | Dollar Macker      | Doberman           | 2 700 m  | 1'14"5  |
| 2015  | Coquin Bébé        | M   | Rancho Gédé        | J.-M. Bazire                     | Franck Leblanc          | Annie Bézier                  | Canari Match       | Capucine de Nacre  | 2 700 m  | 1'14"7  |
| 2014  | Billie de Montfort | F   | Jasmin de Flore    | Éric Raffin                      | Sébastien Guarato       | Philippe Dauphin              | Brutus de Bailly   | Black d'Avril      | 2 700 m  | 1'14"4  |
| 2013  | Avila              | F   | Ready Cash         | Th.Duvaldestin                   | Th.Duvaldestin          | Cyril Lelarge                 | Akim du Cap Vert   | Artiste des Joudes | 2 700 m  | 1'14"8  |
| 2012  | Vanika du Ruel     | F   | Jardy              | Franck Anne                      | Franck Anne             | Mme A.Bazin                   | Very Look          | Vestphalie du Mont | 2 700 m  | 1'13"6  |
| 2011  | Uaukir             | M   | Password           | Franck Nivard                    | Th.Duvaldestin          | J. de Mondésir                | Ubriaco            | Univers Turgot     | 2 700 m  | 1'14"2  |
| 2010  | The Best Madrik    | M   | Coktail Jet        | J.-É. Dubois                     | J.-É. Dubois            | Écurie des As                 | Torino d'Auvillier | Téquila Cocktail   | 2 700 m  | 1'16"2  |
| 2009  | Sanawa             | F   | Jeanbat du Vivier  | Bernard Piton                    | Philippe Allaire        | Philippe Allaire              | Sam Bourbon        | So Lovely Girl     | 2 700 m  | 1'15"1  |
| 2008  | Ready Cash         | M   | Indy de Vive       | Bernard Piton                    | Philippe Allaire        | Philippe Allaire              | Rancho Gédé        | Rossini des Jipes  | 2 700 m  | 1'15"1  |
| 2007  | Qualita Bourbon    | F   | Love You           | J.-P. Dubois                     | J.-P. Dubois            | Haras de St-Martin            | Quido du Goutier   | Quintillius        | 2 700 m  | 1'16"1  |
| 2006  | Pearl Queen        | F   | Carpe Diem         | Th.Duvaldestin                   | Th.Duvaldestin          | Th.Duvaldestin                | Phiegyas           | Pirogue Jénilou    | 2 700 m  | 1'15"6  |
| 2005  | Ojipey Vinoir      | M   | Hasting            | M.Lenoir                         | Jacques Bruneau         | J.-P.Finielz                  | Odessa du Vivier   | Ohnous Madrik      | 2 700 m  | 1'16"7  |
| 2004  | Nelson de Vandel   | M   | Défi d'Aunou       | Franck Nivard                    | Pierre-Désiré Allaire   | Éc. des Charmes               | Nina Madrik        | Ni Ho Ped d'Ombrée | 2 700 m  | 1'15"1  |
| 2003  | Mahana             | F   | Défi d'Aunou       | J.-P. Dubois                     | J.-P. Dubois            | J.-P. Dubois                  | Miska des Rondes   | My Lady Way        | 2 700 m  | 1'16"   |
| 2002  | Look de Star       | M   | Coktail Jet        | D.Locqueneux                     | Pierre-Désiré Allaire   | Éc. des Charmes               | Lara du Goutier    | Lady Madrik        | 2 700 m  | 1'17"1  |
| 2001  | Kinder Jet         | M   | Full Account       | J.-É. Dubois                     | J.-É. Dubois            | J.-É. Dubois                  | Kaisy Dream        | Kopaulo            | 2 700 m  | 1'16"9  |
| 2000  | Juliano Star       | M   | Buvetier d'Aunou   | J.-P. Dubois                     | J.-P. Dubois            | D.Wildenstein                 | Jeannees Fella     | Jackpot du Relais  | 2 700 m  | 1'16"8  |
| 1999  | Iatka Bocain       | F   | Renoso             | E.Lecot                          | J.-F.Yver               | J.-F.Yver                     | Illico Presto      | Island Dream       | 2 700 m  | 1'18"4  |
| 1998  | Hello Jo           | M   | Buvetier d'Aunou   | J.-É. Dubois                     | J.-É. Dubois            | D.Wildenstein                 | Hoskar             | Hauban de Retz     | 2 700 m  | 1'18"6  |
| 1997  | Général du Pommeau | M   | Sébrazac           | J. Lepennetier                   | J. Lepennetier          | J. Grisanti                   | Gildas Meslois     | Glycine Vaumicel   | 2 700 m  | 1'17"   |
| 1996  | Fortuna Fant       | M   | And Arifant        | J.-P. Dubois                     | J.-P. Dubois            | J.-P. Dubois                  | Franc Jeu          | Full Account       | 2 700 m  | 1'18"3  |
| 1995  | Ever Jet           | M   | Tarass Boulba      | J.-É. Dubois                     | J.-É. Dubois            | Ecurie des As                 | Esotico Star       | Escartefigue       | 2 700 m  | 1'18"   |
| 1994  | Derby du Gîte      | M   | Riton du Gîte      | S.Lelièvre                       | S.Lelièvre              | Mme G.Lelièvre                | Dingue de Moi      | Do Wind            | 2 175 m  | 1'17"   |
| 1993  | Carus d'Occagnes   | M   | James Pile         | Ali Hawas                        | Ali Hawas               | Mme A.Hawas                   | Camino             | Classe de Tillard  | 2 275 m  | 1'18"9  |
| 1992  | Bluette d'Hilly    | F   | Bellouet           | J.-É. Dubois                     | J.-É. Dubois            | R.Kaddour                     | Bamaro King        | Boléro du Coq      | 2 300 m  | 1'19"   |
| 1991  | Auxerrois          | M   | Passionnant        | B.Oger                           | L.Verroken              | J.Bismuth                     | Ancenit            | Autour d'Aunou     | 2 100 m  | 1'18"1  |
| 1990  | Voyou du Golfe     | M   | Larabello          | B.Oger                           | L.Verroken              | M.Berthier                    | Vizir Pont Vautier | Vouaquin           | 2 100 m  | 1'17"5  |
| 1989  | Ulf d'Ombrée       | M   | Kimberland         | J.-C.Hallais                     | Ulf Nordin              | D.Paillot                     | Ultra Prior        | Un d'Estricat      | 2 300 m  | 1'18"5  |
| 1988  | Tonnerre d'Amour   | M   | Florestan          | Ulf Nordin                       | Ulf Nordin              | P.Bucau                       | Tadzio de la Motte | Turquetil          | 2 300 m  | 1'17"7  |
| 1987  | Satan des Acres    | M   | Hillion Brillouard | Guy Verva                        | F.-F.Dubois             | F.-F.Dubois                   | Sweet Ball         | Siamois de Ryd     | 2 300 m  | 1'18"4  |
| 1986  | Ruanito d'Arc      | M   | Dianthus           | Ulf Nordin                       | Ulf Nordin              | P.Paillot                     | Raja de Bellouet   | Radiant du Val     | 2 300 m  | 1'18"5  |
| 1985  | Quadroon           | M   | Greyhound          | Patrick Hawas                    | Ali Hawas               | G.Sitbon                      | Quarisso           | Qrysolle           | 2 300 m  | 1'20"3  |
| 1984  | Pontcaral          | M   | Chambon P          | Ali Hawas                        | Ali Hawas               | J.Békaert                     | Pur Historien      | Paléo de Buftizon  | 2 250 m  | 1'18"9  |
| 1983  | Ourasi             | M   | Greyhound          | J.-R.Gougeon                     | R.Ostheimer             | R.Ostheimer                   | Orco               | Orcade de Bellouet | 2 250 m  | 1'19"8  |
| 1982  | Notre Aiglon       | M   | Aigle Noir         | J.-R.Gougeon                     | J.-R.Gougeon            | Cte de Montesson              | Noy                | Nursingo           | 2 250 m  | 1'20"4  |
| 1981  | Malice Bleue       | F   | Beau Ludois L      | J.-R.Gougeon                     | J.-R.Gougeon            | Cte de Montesson              | Major de Brion     | Miglou             | 2 250 m  | 1'19"4  |
| 1980  | Lotus du Trèfle    | M   | Canino             | Ali Hawas                        | Ali Hawas               | Mme J.Sabban                  | Lady d'Oger        | L'As d'Atout       | 2 250 m  | 1'20"6  |
| 1979  | Kaïd du Bignon     | M   | Paléo              | J.-R.Gougeon                     | J.-R.Gougeon            | Cte de Montesson              | Kalinus            | Kamour             | 2 250 m  | 1'21"3  |
| 1978  | Jalys du Roncey    | M   | Caprior            | Alain Roussel                    | Alain Roussel           | R. Richard                    | Jigliana           | Jean               | 2 250 m  | 1'22"4  |
| 1977  | Idéal du Gazeau    | M   | Alexis III         | Eugene Lefèvre                   | Eugene Lefèvre          | Pierre-Jean Morin             | Italia du Pont     | Indiscret d'Ax     | 2 250 m  | 1'20"6  |
| 1976  | Hadès Kervaden     | M   | Sire de Tracy      | Paul Delanoë                     | L.-A. Thébert           | H. de la Gousserie            | Hariana            | Hippy Kermorvan    | 2 250 m  | 1'22"4  |
| 1975  | Girl Blanche       | F   | Seddouk            | Gérard Mascle                    | Gérard Mascle           | Georges Moreau                | Gredine            | Géda Grandchamp    | 2 250 m  | 1'21"2  |
| 1974  | Franc Quito        | M   | Quito              | Gérard Mascle                    | Gérard Mascle           | Georges Moreau                | Fugit              | Fragon des Bois    | 2 250 m  | 1'25"7  |
| 1973  | Espoir de Sée      | M   | Uccello B          | Alain Houssin                    | R. Houssin              | R. Duval                      | Englade            | Espoir de Curraize | 2 250 m  | 1'21"5  |
| 1972  | Detos              | M   | Mitsouko           | Marcel Delaunay                  | Marcel Delaunay         | Marcel Delaunay               | Dulcinée           | Dolly Williams     | 2 250 m  | 1'21"7  |
| 1971  | Chambon P          | M   | Kerjacques         | H. Robin                         |                         | M. Pellerot                   | Chéri Volo S       | Cadence            | 2 250 m  | 1'21" 5 |
| 1970  | Barcella           | F   | Macar              | J. Groult                        |                         | M. Demeester                  | Beau Luron         | Ballon Rouge       | 2 250 m  | 1'22" 2 |
| 1969  | Aigle Noir         | M   | Mario              | René Gayet                       |                         | René Gayet                    | Apaty              | Amyot              | 2 250 m  | 1'22"5  |
| 1968  | Vachtouna          | M   | Othello III        | Jean-René Gougeon                |                         | Vicomte de Bellaigue          | Valfleury          | Vat                | 2 250 m  | 1'22" 2 |
| 1967  | Ulysse Mab Urcet   | M M | Ferrante M Macar   | Michel-Marcel Gougeon Jean Riaud |                         | Comte de Montesson G. Peretti | -                  | Unadeux            | 2 250 m  | 1'23" 2 |
| 1966  | Toscan             | M   | Kerjacques         | Michel-Marcel Gougeon            |                         | Comte de Montesson            | Tyrol II           | Thor               | 2 250 m  | 1'21" 3 |